# Герб комуни Лідінге
Герб комуни Лідінге (швед. Lidingö kommunvapen) — символ шведської адміністративно-територіальної одиниці місцевого самоврядування комуни Лідінге.

## Історія
Місто Лідінге отримало цей герб королівським затвердженням 1928 року. Як герб комуни його зареєстровано 1974 року. 
Після адміністративно-територіальної реформи, проведеної в Швеції на початку 1970-х років, муніципальні герби стали використовуватися лишень комунами. Тому тепер цей герб представляє комуну Лідінге, а не містечко.

## Опис (блазон)
У синьому полі золотий корабель вікінгів.

## Зміст
Довгий корабель вікінгів символізує розташування комуни на острові, хоча Ліндінге не було в давнину місцем збору для морських походів вікінгів.